# Síndrome compartimental abdominal
Síndrome compartimental abdominal é o aumento da pressão intra-abdominal a ponto de provocar mau funcionamento ou falência de vários órgãos como rins, coração, pulmão, fígado e trato gastrointestinal. Possui causas e tratamentos diversos.
Tecnicamente, pode ser definida como pressão intra-abdominal (PIA) constantemente maior que 20mmHg mais a falência de pelo menos um órgão. Pode ser dividida em três grupos: primário, secundário, e recorrente.
Não deve ser confundido com hipertensão intra-abdominal, que seria o aumento da PIA acima de 16,2mmHg, podendo ou não ocorrer anormalidades na perfusão de alguns órgãos e queda do débito urinário. A PIA normal varia de 0 a 12mmHg.

## Fisiopatologia
A principal característica é o aumento da pressão abdominal a ponto de comprimir vasos sanguíneos agravando em primeiro lugar o retorno venoso para o coração e a a drenagem de sangue renal. Como o diafragma tem dificuldade de se expandir, existe uma restrição na ventilação.
A pressão abdominal acima de 12mmHg já pode provocar distúrbios de perfusão.

### Para o entendimento leigo
Uma síndrome compartimental ocorre quando a pressão dentro de uma cavidade ou loja anatômica aumenta a ponto de bloquear o fluxo venoso e/ou arterial de sangue da região.
Quando ocorre um trauma ou pancada no braço, por exemplo, ocorre uma inflamação e inchaço da região. Contudo, o braço não tem a capacidade de edemaciar indefinidamente. Os músculos da sua estrutura estão envoltos por uma membrana resistente, chamada fáscia, que delimita um espaço anatômico. Após certo ponto, o inchaço dos músculos do braço aumenta a pressão nesse espaço anatômico, fazendo com que nem mesmo o sangue consiga vencer tal resistência. Seria como um “fusca lotado”: muita gente em um espaço bem apertado, não sobra nem entra oxigênio suficiente para todos.
Isso pode ocorrer em várias regiões do corpo: o glaucoma do globo ocular(compartimento delimitado pela esclera), a hipertensão intra-craniana (compartimento delimitado pelo crânio), a síndrome compartimental da perna (fáscia da perna) e na cavidade abdominal (compartimento delimitado por músculos, fáscias e o osso da pelve).
A Síndrome Compartimental Abdominal é patologia de gravidade e comprometimento sistêmico, pois o bloqueio de fluxo sanguíneo implica o comprometimento de grandes vasos (como a veia cava) e de órgãos nobres como rins e pulmão.

### Órgãos acometidos e suas alterações
Coração:  O aumento da resistência vascular periférica e queda do retorno venoso levam à queda do débito cardíaco.
Sistema nervoso central: aumento da pressão intra-craniana.
Pulmão: Aumenta pressão intratorácica e diminui a ventilação e expansibilidade pulmonar devido à restrição do diafragma.
Rim: diminui fluxo sanguíneo e taxa de filtração glomerular. Queda do débito urinário.
Gastrointestinal:  Diminui fluxo sanguíneo. Queda do pH, isquemia.
Na medicina como regra mnemônica usamos para a síndrome compartimental os "5Ps"
Pain (DOR)
Pulseless(Diminuição do pulso)
Parestesia
Paralisia
Palidez

## Etiologia
Fechamento com tensão do abdômen
Ascite e acumulo de fluido intra abdominal
Massa e tumores intra-abdominais
Pancreatite
Obstrução intestinal
Excesso de fluidos (infusão de soro fisiológico)
Trauma abdominal, pack abdominal para controle de hemorragias

## Tratamento
O objetivo principal é tratar causa de base. O tratamento complementar pode ser cirúrgico ou não cirúrgico.

### Não cirúrgico
Medidas gerais como jejum, esvaziamento intestinal com enemas, laxantes e passagem de sonda nasogástrica.
Controle rigoroso do balanço hídrico
Analgesia e sedação adequados.
Drenagem de excesso de fluidos da cavidade abdominal por paracentese (para retirada de ascite, por exemplo).

### Cirúrgico
Abertura da cavidade abdominal e fechamento quando o processo de base esfriar, como a diminuição do edema das alças intestinais. A cavidade abdominal pode ser mantida aberta utilizando-se a Bolsa de Bogotá, que consiste na proteção das vísceras expostas ao ar livre com uma bolsa plástica para evitar sua desidratação e perda de calor.